# Manfred Germar
Manfred Germar   (Colònia, 10 de març de 1935) és un atleta alemany, especialista en curses de velocitat, que va competir durant les dècades de 1950 i 1960.
El 1956 va prendre part en els Jocs Olímpics d'Estiu de Melbourne, on disputà tres proves del programa d'atletisme. Formant equip amb Heinz Fütterer, Lothar Knörzer i Leonhard Pohl, guanyà la medalla de bronze en els 4x100 metres, mentre en els 100 metres fou cinquè i en els 200 metres quedà eliminat en semifinals. Quatre anys més tard, als Jocs de Roma, disputà dues proves del programa d'atletisme. En ambdues quedà eliminat en sèries.
En el seu palmarès també destaquen dues medalles d'or i una de plata al Campionat d'Europa d'atletisme de 1958, i una d'or als de 1962. A nivell nacional guanyà vint-i-tres campionats alemanys entre 1953 i 1964. Durant la seva carrera esportiva va millorar el rècord del món dels 200 metres i 4x100 metres i el d'Europa dels 100 metres. El 1957 fou escollit esportista alemany de l'any.

## Millors marques
- 100 metres. 10.2" (1957)
- 200 metres. 20.4" (1957)[1][3]